# Arrondissement de Cas-Cas

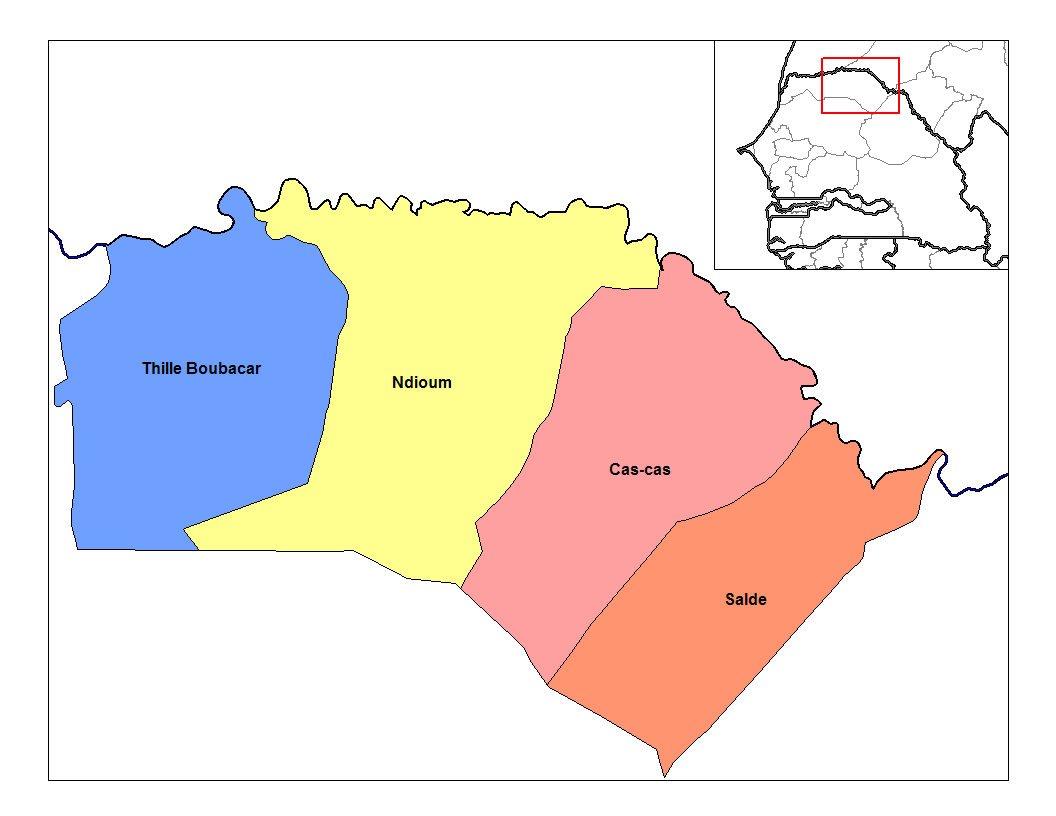
Carte des arrondissements de Podor au Sénégal

L'arrondissement de Cas-Cas est l'un des arrondissements du Sénégal. Il est situé dans le département de Podor et la région de Saint-Louis, dans le nord du pays.
Il compte trois communautés rurales :
- Communauté rurale de Méry
- Communauté rurale de Doumga Lao[2]
- Communauté rurale de Madina Diathbé

Son chef-lieu est Cas-Cas.